# Memoriał Łukasza Romanka 2013
Memoriał im. Łukasza Romanka 2013 – 7. edycja corocznego turnieju żużlowego, poświęconego pamięci zmarłego tragicznie żużlowca Łukasza Romanka. W turnieju zwyciężył Polak Patryk Malitowski.

## Wyniki
- Rybnik, 31 sierpnia 2013
- Sędzia: Jerzy Najwer

| Msc. | Zawodnik             | Klub                  | Pkt |               |  |
| ---- | -------------------- | --------------------- | --- | ------------- |  |
| 1    | Patryk Malitowski    | Betard Sparta Wrocław | 17  | (3,3,3,2,1,5) |  |
| 2    | Nicki Pedersen       | PGE Marma Rzeszów     | 16  | (3,3,3,3,3,1) |  |
| 3    | Tai Woffinden        | Betard Sparta Wrocław | 15  | (2,1,3,3,3,3) |  |
| 4    | Ilja Czałow          | ŻKS ROW Rybnik        | 10  | (1,2,1,3,3,0) |  |
| 5    | Artiom Łaguta        | Unia Tarnów           | 9   | (0,3,3,3,t)   |  |
| 6    | Lewis Bridger        | ŻKS ROW Rybnik        | 9   | (2,0,2,2,3)   |  |
| 7    | Troy Batchelor       | Betard Sparta Wrocław | 7   | (3,2,2,d,–)   |  |
| 8    | Daniel Nermark       | Stal Gorzów           | 6   | (0,3,1,0,2)   |  |
| 9    | Maciej Kuciapa       | KMŻ Lublin            | 6   | (1,2,0,1,2)   |  |
| 10   | Andreas Jonsson      | Falubaz Zielona Góra  | 6   | (1,1,2,2,d)   |  |
| 11   | Michał Mitko         | ŻKS ROW Rybnik        | 5   | (0,2,–,2,1)   |  |
| 12   | Kacper Woryna        | ŻKS ROW Rybnik        | 5   | (2,1,–,1,1)   |  |
| 13   | Ronnie Jamroży       | KSM Krosno            | 4   | (3,0,1,d,–)   |  |
| 14   | Roman Chromik        | ŻKS ROW Rybnik        | 4   | (2,1,1,0,u)   |  |
| 15   | Andriej Kudriaszow   | KMŻ Lublin            | 3   | (0,d,2,1,d)   |  |
| 16   | rez. Marcel Kajzer   | ŻKS ROW Rybnik        | 3   | (0,2,1)       |  |
| 17   | rez. Łukasz Bojarski | Betard Sparta Wrocław | 2   | (0,u,w,2)     |  |
| 18   | Denis Gizatullin     | Ostrovia Ostrów Wlkp. | 1   | (1,0,u,–,–)   |  |

Bieg po biegu:
1. Jamroży, Chromik, Czałow, Nermark
2. Pedersen, Woffinden, Gizatullin, Łaguta
3. Batchelor, Bridger, Jonsson, Kudriaszow
4. Malitowski, Woryna, Kuciapa, Mitko
5. Malitowski, Czałow, Woffinden, Bridger
6. Pedersen, Mitko, Jonsson, Jamroży
7. Nermark, Batchelor, Woryna, Gizatullin
8. Łaguta, Kuciapa, Chromik, Kudriaszow (d4)
9. Pedersen, Batchelor, Czałow, Kuciapa
10. Woffinden, Kudriaszow, Jamroży, Bojarski
11. Łaguta, Bridger, Nermark, Kajzer
12. Malitowski, Jonsson, Chromik, Gizatullin (u1)
13. Czałow, Mitko, Kudriaszow, Bojarski (u1)
14. Łaguta, Malitowski, Batchelor (d3), Jamroży (d/start)
15. Woffinden, Jonsson, Kuciapa, Nermark
16. Pedersen, Bridger, Woryna, Chromik
17. Czałow, Kajzer (Łaguta t), Woryna, Jonsson (d3)
18. Bridger, Kuciapa, Kajzer, Bojarski (w/u)
19. Pedersen, Nermark, Malitowski, Kudriaszow (d4)
20. Woffinden, Bojarski, Mitko, Chromik (u4)
21. Bieg pamięci Andrzeja Skulskiego: Czałow, Bojarski, Kajzer, Woryna (w/u)
22. Finał: Malitowski, Woffinden, Pedersen, Czałow (punktacja: 5–3–1–0)